# Eternal Father, Strong to Save (Whiting)

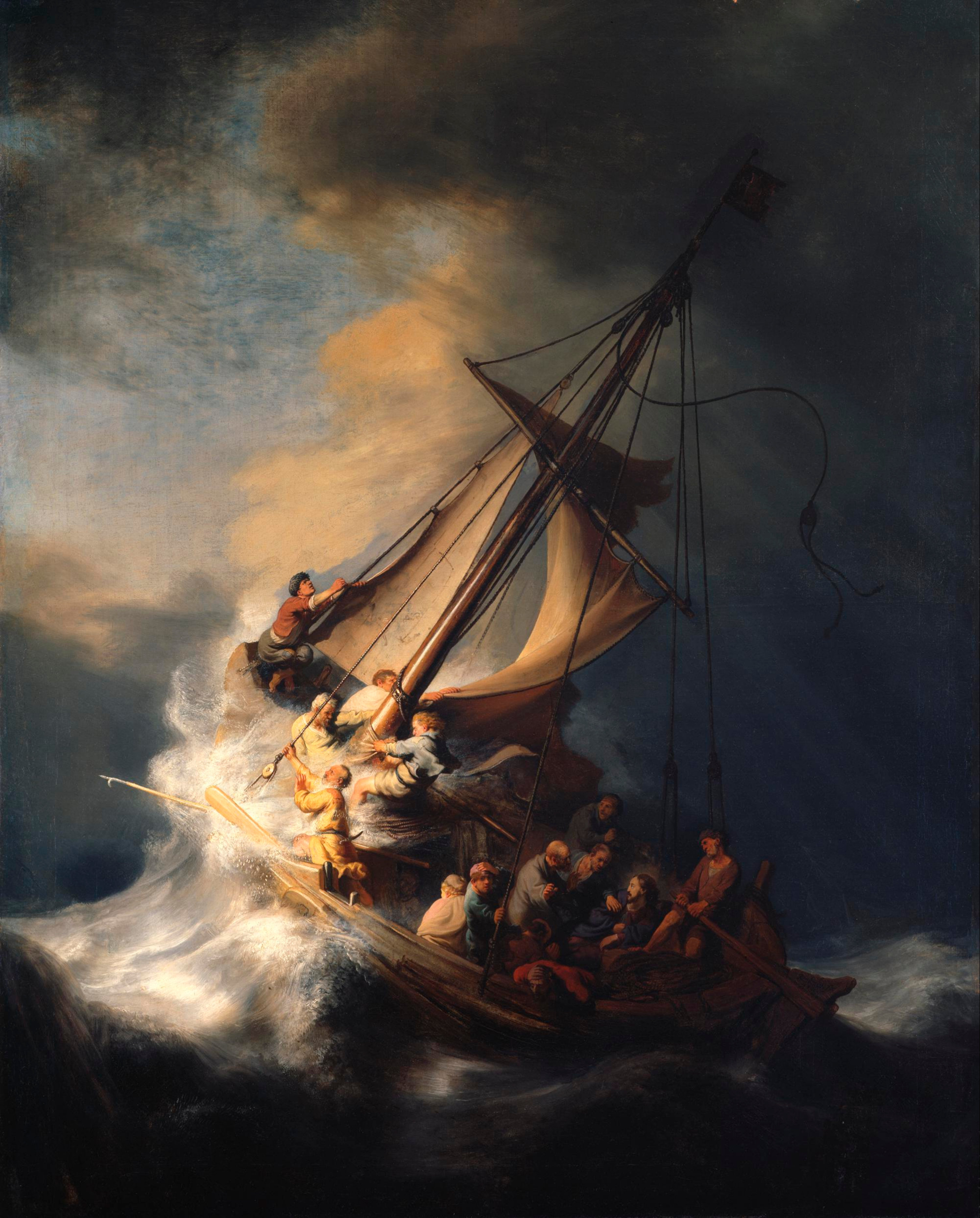
Christus in de storm op het meer van Galilea van Rembrandt van Rijn

Eternal Father, Strong to Save is een hymne van William Whiting uit 1860, die vaak geassocieerd wordt met zeelieden en marinemensen in het bijzonder.
Whiting werd geïnspireerd tot het schrijven van de hymne door de in Psalm 107 beschreven gevaren van de zee. Aan het eind van de 19e eeuw kwam het lied in gebruik bij de Royal Navy en de United States Navy, waarna ook andere Engelse en Amerikaanse krijgsmachtdelen het gingen gebruiken: de Royal Marines, Royal Air Force, British Army, United States Coast Guard, United States Marine Corps en diverse marines uit het Gemenebest van Naties. Daardoor is de hymne onder verschillende namen bekend, waaronder Hymn of Her Majesty's Armed Forces, de Royal Navy Hymn, de United States Navy Hymn (of kortweg The Navy Hymn), en soms wordt gerefereerd aan de laatste regel van de eerste strofe, "For Those in Peril on the Sea". Het lied wordt ook veel gebruikt bij de koopvaardij.

## Originele versie
De originele hymn werd in 1860 geschreven door William Whiting (1825-1878), een anglicaanse schrijver en hymnograaf uit Winchester. Whiting groeide op aan de Engelse kust en op 35-jarige leeftijd was hij ervan overtuigd dat zijn leven door God gered werd toen een storm bijna zijn schip deed zinken. Hierdoor kreeg hij geloof in Gods macht over de wildernis van de zee. Enige jaren later kreeg hij als directeur van een school een vraag van een student die bang was voor de zeereis naar de Verenigde Staten. Whiting deelde zijn ervaringen op zee en schreef de hymne, om zijn "geloof te verankeren". Algemeen wordt aangenomen dat Whiting geïnspireerd werd door Psalm 107, welke het zeegeweld beschrijft:
Soms daalden zij af naar zee, gingen scheep en bevoeren het wijde water,
ze zagen de daden van de Heer, zijn wonderen op de oceaan.
Hij sprak en ontketende storm, hoog zweepte hij de golven op.
Zij stegen tot aan de hemel, vielen neer in de diepte, hun maag keerde om van ellende,
ze tolden en tuimelden als dronkaards, alle kennis baatte hun niets.
Psalm 107: 23-27
Binnen een jaar verscheen de tekst in de invloedrijke Hymns Ancient and Modern (HA&M), waarmee het wijdverspreid werd door Engeland. De tekst was substantieel gewijzigd door de redactie van het blad. Als antwoord op dat wijzigde Whitling zijn tekst en bracht in 1869 en 1874 nieuwe edities uit. Zijn versie uit 1874 leek veel op de gewijzigde tekst van HA&M.
Ondertussen componeerde John Bacchus Dykes, een anglicaans predikant, de melodie Melita op de versie van HA&M uit 1861. Dykes was een bekend componist van bijna driehonderd hymnemelodieën.

## Teksten
De tekst van de hymne is verschillende keren om variërende redenen gewijzigd. De eerste strofe refereert aan God, die tegenhoudt dat de aarde overstroomt in Psalm 104. De tweede strofe refereert aan Jezus' lopend op het Meer van Tiberias. De derde strofe refereert aan de rol van de Heilige Geest bij de schepping van de Aarde in Genesis en de laatste strofe refereert aan Psalm 107.

### Originele tekst uit 1861
Eternal Father, strong to save,
Whose arm hath bound the restless wave,
Who bidd'st the mighty ocean deep
Its own appointed limits keep;
Oh, hear us when we cry to Thee,
For those in peril on the sea!
O Christ! Whose voice the waters heard
And hushed their raging at Thy word,
Who walkedst on the foaming deep,
And calm amidst its rage didst sleep;
Oh, hear us when we cry to Thee,
For those in peril on the sea!
Most Holy Spirit! Who didst brood
Upon the chaos dark and rude,
And bid its angry tumult cease,
And give, for wild confusion, peace;
Oh, hear us when we cry to Thee,
For those in peril on the sea!
O Trinity of love and power!
Our brethren shield in danger's hour;
From rock and tempest, fire and foe,
Protect them wheresoe'er they go;
Thus evermore shall rise to Thee
Glad hymns of praise from land and sea.

### Nederlandse versie
Een Nederlandse versie is als gezang 467 opgenomen in het Liedboek voor de Kerken:
O eeuw'ge Vader, sterk in macht,
wiens arm betoomt der baren kracht,
die wijst de grond'looz' oceaan
de hem gestelde perken aan,
o wil verhoren onze bee
voor hen die zijn in nood op zee!
O Christus, wiens bestraffend woord
door wind en water werd gehoord,
die onder 't stormen rustig sliep
en wandeld' over 't schuimend diep,
o wil verhoren onze bee
voor hen, die zijn in nood op zee!
O Geest, die op de grote vloed
gelijk een vogel hebt gebroed,
breng Gij 't geweld der zee tot staan
en laat de mens met vrede gaan.
O wil verhoren onze bee
voor hen, die zijn in nood op zee!
O God, die ons behoeden wilt,
bescherm de broeders, wees hun schild
in storm en strijd, ga met ze mee
en red ze van 't geweld der zee,
dat land en water wijd en zijd
lofzingen uw barmhartigheid.

### Andere versies
Marine (algemeen)
Lord, guard and guide the men who fly
And those who on the ocean ply;
Be with our troops upon the land,
And all who for their country stand:
Be with these guardians day and night
And may their trust be in thy might.
-Onbekende auteur, rond 1955
Indienststelling van een schip
O Father, King of earth and sea,
We dedicate this ship to thee.
In faith we send her on her way;
In faith to thee we humbly pray:
O hear from heaven our sailor's cry
And watch and guard her from on high!
-Auteur en datum onbekend
Uitdienststelling van een schip
And when at length her course is run,
Her work for home and country done,
Of all the souls that in her sailed
Let not one life in thee have failed;
But hear from heaven our sailor's cry,
And grant eternal life on high!
-Auteur en datum onbekend
Vliegers
Lord, guard and guide the men who fly
Through the great spaces in the sky
Be with them always, in the air
In darkening storms and sunlight fair.
Oh hear us when we lift our prayer
For those in peril in the air.
-Gebaseerd op Mary C.D. Hamiltons "Lord Guard and Guide the Men Who Fly" (1915)
Onderzeedienst
Lord God, our power evermore
Whose arm doth reach the ocean floor
Dive with our men beneath the sea
Traverse the depths protectively
O hear us when we pray, and keep
them safe from peril in the deep.
-David B. Miller, 1965
Vrouwelijke zeelieden
O God, protect the women who,
in service, faith in Thee renew;
O guide devoted hands of skill
And bless their work within Thy will;
Inspire their lives that they may be
Examples fair on land and sea.
-Regels 1-4, Merle E. Strickland, 1972,
en bewerkt door James D. Shannon, 1973.
Regels 5-6, Beatrice M. Truitt, 1948
Militaire families
God, who dost still the restless foam,
Protect the ones we love at home.
Provide that they should always be
By thine own grace both safe and free.
O Father, hear us when we pray
For those we love so far away.
-Hugh Taylor, datum onbekend
United States Marines
Eternal Father, grant, we pray
To all Marines, both night and day
The courage, honor, strength, and skill
Their land to serve, Thy law fulfill
Be Thou the shield forevermore
From every peril to the Corps.
-J.E. Seim, 1966
US Coast Guard
Eternal Father, Lord of hosts,
Watch o'er the men who guard our coasts.
Protect them from the raging seas
And give them light and life and peace.
Grant them from thy great throne above
The shield and shelter of thy love.
-George H. Jenks, Jr., 1955
Navy Seals
Eternal Father, faithful friend,
Be swift to answer those we send
In brotherhood and urgent trust
On hidden missions dangerous
O hear us when we cry to Thee
For SEALs in air, on land, and sea.
-Auteur en datum onbekend
Navy Seabees
Lord, stand beside the men who build
And give them courage, strength, and skill
O grant them peace of heart and mind
And comfort loved ones left behind.
Lord, hear our prayer for all Seabees
Where'er they be on land or sea.
-R.J. Dietrich, 1960
Dokters en verpleegkundigen
Creator, Father, who first breathed
In us the life that we received,
By power of Thy breath restore
The ill, and men with wounds of war.
Bless those who give their healing care,
That life and laughter all may share.
-Galen H. Meyer, 1969
Bewerkt door James D. Shannon, 1970
Astronauten
Eternal Father, King of birth,
Who didst create the heaven and earth,
And bid the planets and the sun
Their own appointed orbits run;
O hear us when we seek thy grace
For those who soar through outer space.
-J.E. Volonte, 1961
Arctische expedities
Creator, Father, who dost show
Thy splendor in the ice and snow,
Bless those who toil in summer light
And through the cold Antarctic night,
As they Thy frozen wonders learn;
Bless those who wait for their return.
-L.E. Vogel, 1965

## Gebruik
De hymne is gezongen op de begrafenissen van Winston Churchill, Richard Buckminster Fuller, Walter Cronkite, Claude Choules, prins Philip en Amerikaanse presidenten Franklin D. Roosevelt, John F. Kennedy, Gerald R. Ford, Richard Nixon en Ronald Reagan. Tevens is het lied gebruikt bij herdenkingsdienst ter nagedachtenis aan de aanslag op de USS Cole.
Verder is de hymne in diverse films en televisieseries gebruikt, onder andere in Crimson Tide, Titanic, The Right Stuff, The Perfect Storm, JAG en 24.